# Barraux
Barraux település Franciaországban, Isère megyében. Lakosainak száma 2002 fő (2022. január 1.). Barraux Sainte-Marie-du-Mont, La Buissière, Chapareillan, La Flachère és Pontcharra községekkel határos.

## Népesség
A település népességének változása:
| Lakosok száma | 800  | 939  | 1214 | 1752 | 1890 | 1876 | 1886 | 1950 | 1983 | 2002 |
|               | 1968 | 1982 | 1990 | 2006 | 2013 | 2015 | 2017 | 2019 | 2020 | 2022 |